# Anderson Cooper
Anderson Cooper, född 3 juni 1967 i New York, är en amerikansk journalist och TV-personlighet. Han är värd för nyhetsprogrammet Anderson Cooper 360°.

## Biografi
Anderson Coopers far var författaren Wyatt Emory Cooper och hans mor arvtagaren Gloria Vanderbilt, ättling till Cornelius Vanderbilt. Hans far dog 1978.
Han tog examen från The Dalton School i New York 1985 och studerade sedan statsvetenskap och internationell politik vid Yale University. Hans äldre bror Carter Vanderbilt Cooper begick självmord 1988, något som påverkade Cooper att bli journalist. Efter examen från Yale reste han med videokamera och falskt presskort till bland annat Myanmar och Somalia och sålde sedan sina reportage till Channel One. Han bodde också en tid i Vietnam.
1995 blev han korrespondent för American Broadcasting Company och 1999 blev han nyhetsankare för deras World News Now innan han övergick till lekprogrammet The Mole. Han återvände till nyhetsprogram 2001, som nyhetsankare på CNN. 2003 debuterade hans eget program Anderson Cooper 360°.
Han är också verksam som frilansskribent och 2006 utgavs hans självbiografi, Dispatches from the Edge.

## Privatliv
Cooper har två äldre halvbröder från Gloria Vanderbilts tioåriga äktenskap med Leopold Stokowski.
Han kom ut offentligt som homosexuell 2012. Apples VD Tim Cook vände sig till Cooper för råd innan han därefter fattade beslutet att offentligt komma ut som homosexuell.
Den 30 april 2020 meddelade Cooper födelsen av sin son Wyatt Morgan med hjälp av en surrogatmoder.